# (4897) Tomhamilton
(4897) Tomhamilton es un asteroide perteneciente al cinturón de asteroides, descubierto el 22 de agosto de 1987 por Eleanor F. Helin desde el Observatorio del Monte Palomar, Estados Unidos.

## Designación y nombre
Designado provisionalmente como 1987 QD6. Fue nombrado Tomhamilton en honor a Thomas William Hamilton que determina los requisitos de radar y de combustible para el Proyecto Apolo.

## Características orbitales
Tomhamilton está situado a una distancia media del Sol de 3,054 ua, pudiendo alejarse hasta 3,434 ua y acercarse hasta 2,674 ua. Su excentricidad es 0,124 y la inclinación orbital 11,06 grados. Emplea 1949 días en completar una órbita alrededor del Sol.

## Características físicas
La magnitud absoluta de Tomhamilton es 12. Tiene 13,711 km de diámetro y su albedo se estima en 0,215.